# 가미야마촌 (니가타현)
가미야마촌(神山村)은 니가타현 기타칸바라군에 있던 촌이다.

## 역사
- 1901년 11월 1일 - 기타칸바라군 가미야마촌이 성립하였다.
- 1956년 9월 30일 - 사사오카촌과 합병해 사사카미촌이 되어 소멸하였다.

## 교통

### 철도
- 일본국유철도 (현 동일본 여객철도)
  - 우에쓰 본선

## 참고문헌
- 『市町村名変遷辞典』東京堂出版、1990年。